# Greg (fumettista)
Greg, pseudonimo di Michel Regnier (Ixelles, 5 maggio 1931 – Parigi, 29 ottobre 1999), è stato un fumettista e scrittore belga naturalizzato francese.

## Biografia
Esordisce appena sedicenne con la serie Les aventures de Nestor et Boniface pubblicata sul quotidiano belga Vers l'Avenir. Nel 1963 scrive e disegna per la rivista Pilote le storie umoristiche di Achille Talon, il suo personaggio di maggior successo, che proseguirà fino al 1996.
Dal 1966 al 1974 dirige la rivista Tintin. Crea numerosi personaggi tra cui: Luc Orient (1967), Bruno Brazil (1969), disegnato da William Vance; Bernard Prince (1969) e Comanche (1972) disegnate da Hermann; Colby (1991) disegnato da Michel Blanc-Dumont. Scrive anche alcuni romanzi polizieschi.
Dal 1962 al 1990 Greg collabora con le riviste per ragazzi Vaillant e poi Pif Gagdet entrambe dell'Editions Vaillant.

## Riconoscimenti
- Premio Yellow Kid al Salone Internazionale dei Comics (1994)